# Prinds Christian Frederik (linjeskib)
Prinds Christian Frederik var et linjeskib i den dansk-norske marine. Skibet blev bygget af Frantz Hohlenberg på Orlogsværftet på Nyholm i København og blev søsat 6. oktober 1804. 
I 1806 og periodevis det efterfølgende år fungerede skibet som et skoleskib og foretog flere kadettogter i både Nordsøen og Østersøen. I andet halvår 1807 var det på sejlads og patrulje i dansk-norsk farvand sammen med linjeskibet Lovise Augusta. 18. september forsøgte Royal Navy at trænge ind i Østre Havn i Kristiansand for at bemægtige sig skibet, men blev slået tilbage af kanonild fra Christiansholm fæstning.
I begyndelsen af 1808 var Prinds Christian Frederik i Norge og leverede blandt andet forsyninger til Hæren der kæmpede mod svenske styrker. I marts samme år blev skibet beordret til at beskytte troppetransporterne mellem landsdelene over Storebælt mod britiske flådestyrker.
21. marts kom skibet i ildkamp med en britisk eskadre under slaget ved Sjællands Odde. Under kampen blev skibet hårdt beskadiget og kaptajn C.W. Jessen blev tvunget til at stryge orlogsflaget og overgive skibet til overmagten. Det lykkedes dog kaptajn Jessen at sætte skibet på grund inden overgivelsen. Det lykkedes ikke briterne at bringe skibet flot, de stak derfor skibet i brand den 23. marts og da ilden nåede skibets krudtdepot, sprang det i luften. 
Under slaget omkom 69 søfolk, herunder den 24-årige Peter Willemoes, og 132 andre blev såret.
Sømændene som omkom blev begravet i en fællesgrav ved Odden Kirke. Senere blev der rejst et mindesmærke over de faldne.

## Andet
Prinds Christian Frederik var opkaldt efter prins Christian Frederik, den senere kong Christian 8.
Skibet er ofte benyttet som model til kirkeskibe i Folkekirken. 